# Felice Tagliaferri
Felice Tagliaferri (Carlantino, 21 settembre 1969) è un artista e scultore italiano non vedente.

## Biografia
Nasce il 21 settembre 1969 a Carlantino, in Puglia. Durante la sua infanzia si trasferisce a Bologna. A tredici anni, nel 1982, scopre di avere un'atrofia del nervo ottico; una malattia genetica che da lì a un anno lo porterà a diventare completamente cieco. Dopo anni difficili, diventa centralinista e a diciotto anni, ottenuto il diploma e un posto di lavoro, va a vivere a San Lazzaro di Savena.
A venticinque anni risponde ad un annuncio dello scultore bolognese Nicola Zamboni che era alla ricerca di persone non vedenti per verificare se questo tipo di disabilità potesse rappresentare un ostacolo alla creazione artistica.
Il suo percorso artistico viene da lui riassunto nello slogan "Dare forma ai sogni". Le sue creazioni infatti, modellate con la creta o scolpite nel marmo, nella pietra o nel legno, prima nascono nella sua mente e poi prendono forma attraverso l'uso delle mani, guidate da buone capacità tattili.
Nel corso degli anni ha sviluppato un suo metodo di lavoro e, fondando nel 2006 la prima scuola di arti plastiche diretta da uno scultore non vedente  ha dato vita ad un laboratorio didattico che ha chiamato "Chiesa dell'Arte" sia per trasmettere le conoscenze acquisite ad altri artisti, sia per la formazione di educatori e operatori sociali.
Nel 2008, durante una visita a Napoli, gli viene impedito di vedere a suo modo – con le mani – la celebre scultura di Giuseppe Sanmartino il Cristo Velato, esposta nella Cappella Sansevero. Tagliaferri, che da anni porta avanti il messaggio che l'arte è patrimonio universale e come tale deve essere accessibile a tutti secondo le proprie possibilità, ha perciò pensato di proporre una sua versione dell'opera che fosse disponibile alla fruizione tattile. Il nome dell'opera, Cristo Rivelato, ha il doppio significato di "velato per la seconda volta" e "svelato ai non vedenti".
Altre sue opere significative sono Luminescenza e M’illumino d’immenso.
Nel 2013  è tra i protagonisti del docu-film Per altri occhi di Silvio Soldini e Giorgio Garini, premiato col Nastro d'argento nel 2014.
Il 2 ottobre 2021 a lui è dedicata la puntata del programma Che ci faccio qui di Domenico Iannaccone su Raitre.

## Riconoscimenti
- 2008 - Premio Internazionale Daunia[14]
- 2019 - Stella dell'Arte Ucai[15]
- 2020 - Eclipsis Style Project (prima edizione): partecipazione straordinaria[16][17]
- 2022 - PAC2020 - Piano per l’Arte Contemporanea[10]